# Adélaïde-Thérèse Feuchère
Adélaïde-Thérèse Feuchère, född 1768, död 1845, var en fransk skådespelerska. Hon var aktiv i Sverige som medlem i Gustav III:s  franska teater i Stockholm. 

## Biografi
Adélaïde-Thérèse Feuchère föddes i en skådespelarfamilj: hennes mor och hennes syster var även de skådespelare, engagerade vid teatern i Lyon. Hon debuterade vid femton års ålder på Comédie-Française i Paris under 1783–84 års säsong. Bland hennes roller märks Julie i Dehors Trompeurs, Zenaide i Zenaide, Betty i Le Jeune Indienne och Lucinde i L'Oracle. Enligt kritiken spelade hon med grace, värdighet och intelligent tolkning och uppträdde med lätthet även i svåra roller. 
Efter sin debut i Paris engagerades hon vid Gustav III:s franska teater i Stockholm. Hon var en uppskattad skådespelare under sin tid i Sverige. De flesta av truppens aktörer stannade bara under ett, två eller tre år. När hennes kollega Cressant försökte rymma 1783 sattes han i arrest i högvakten, där han tröstades av Feuchère, som för sin del inte förnyade sitt svenska kontrakt – "beklagligen för oss östgötar", som man sade när hon for.
Adélaïde-Thérèse Feuchère återvände till Frankrike 1787 och engagerades då vid teatern i Lyon. Hon tillhör gruppen av de mer välkända aktörerna av sin generation i Lyon. Hon lärde känna författaren och kritiken Alexandre Balthazar Laurent Grimod de La Reynière, som tillägnade henne Consolation à Mademoiselle Feuchère. Hon hade ett förhållande med denne från senast år 1790; paret gifte sig 1817.